# マーティン D-45
マーティン D-45は、マーティン (C.F.Martin & Co., Inc.) 社によって1933年から製造されたアコースティックギター。厳選された素材・特別な作業工程で生産され、マーティンのシリーズモデルではトップに君臨し、外観も贅沢な装飾を持つため一般に"豪華なギター"の代名詞として認識されている。1942年、戦時物資制限のため生産が停止したが、1968年から再び製造開始された。1942年の製造中止までに製作された91台は、プリ・ウォーと呼ばれ希少価値が高い。

## 歴史

### ファースト・シリーズ　1933〜1942
最初のD-45は、マーティンD-28をベースに豪華な装飾を施したドレッドノート・ギターで、1933年に"最も大きくて派手なマーティン"を注文したアメリカのカントリー歌手 ジーン・オートリーのために特別に製作された。現在、このギターはロサンゼルスのジーン・オートリー・アメリカン・ウエスト博物館でガラスケースの中に展示されている。
翌年、マーティン社はミルウォーキー出身の12歳の歌うカウボーイ ジャッキー・"キッド"・ムーアのために製作した。この最初の2本は12フレットネック（ネックとボディの接合位置）で、その後作られたほとんどのもの（1937年製作の6番目を除く）は14フレットネックであった。1936年・1937年に2本ずつ製作され、D-45がカタログに掲載されたのは1938年である。ほかに、D-45S（特殊ネック・1939年）、D-45L（左利き用・1940年）などのバリエーションがある。D-45をトップモデルとしてドレッドノート・シリーズは他にD-28・D-18がある。
1942年第二次世界大戦の影響により、D-45（アーチトップなど他のマーティンモデルも含め）の生産を正式に停止。この初めのシリーズはわずか91本の製造であった。

### セカンド・シリーズ　1968年〜

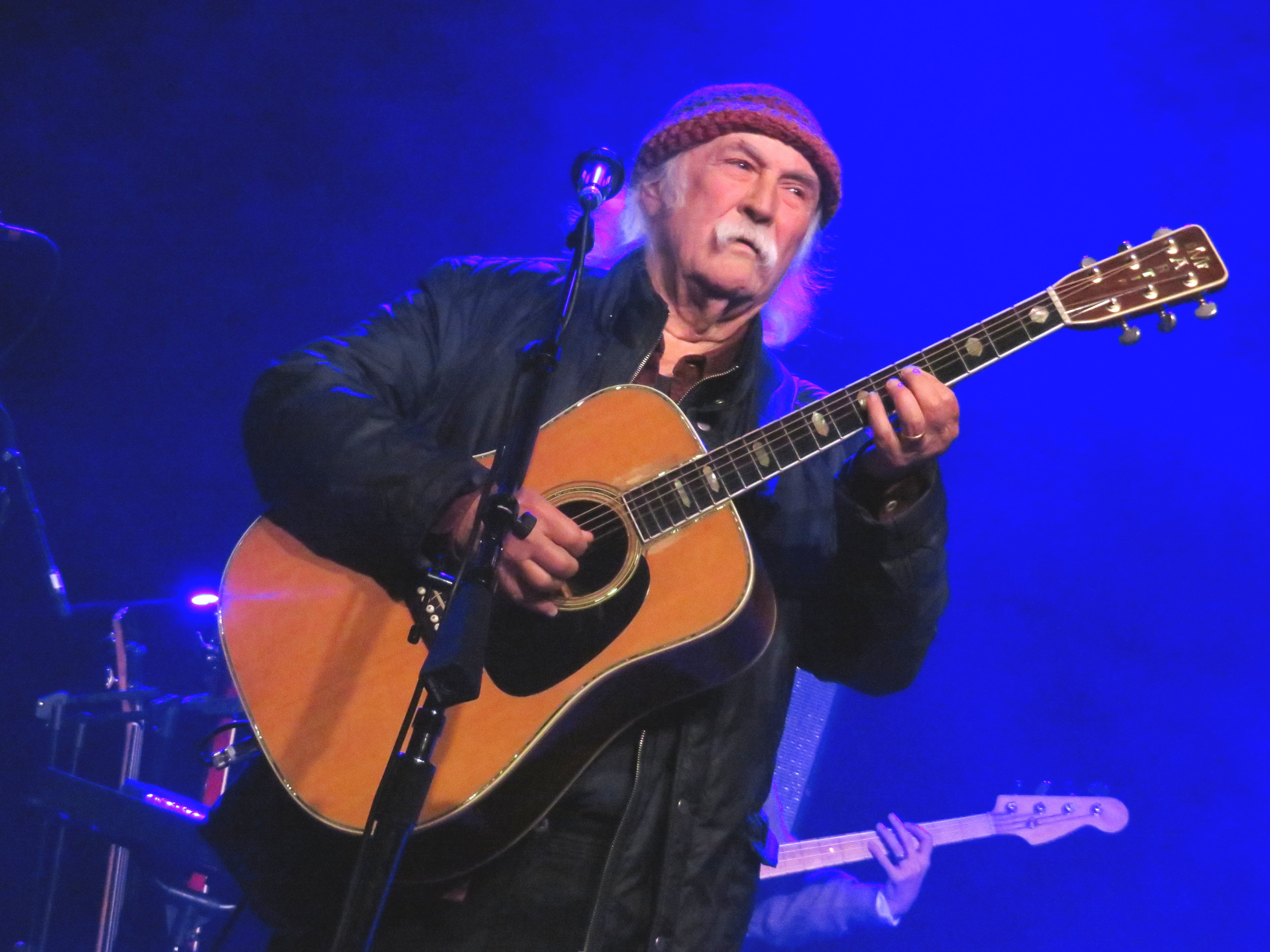
旅慣れたセカンド・シリーズのマーティンD-45を持つデヴィッド・クロスビー（2018年、ベルギーでのライヴ）

D-45の製造が停止された後、ギター製作者や職人が、装飾の少ないD-28にパールの縁取りやネックブロックの刻印をカスタマイズして、D-45に似せて高価なモデルとして販売するようになっていた。その職人の一人が、テネシー州のバンジョー奏者マイク・ロングワースで、マーティン社はD-45を復活させるために彼を特別に雇い入れた。1968年に発売された新しいD-45は1,200ドルで、当時のアメリカ製フラットトップ・スチール弦ギターとしては最も高価だった。1969年までに、プリ・ウォー（ファースト・シリーズ）の2倍のD-45を販売し、購入者にはデヴィッド・クロスビーやジミ・ヘンドリックスも含まれていた。1971年には12弦モデルが、1973年にはさらに別モデルが製作された。
また、ロングワースはより手頃な価格のD-41を設計し、パール・インレイを施しD-45のように改造できないように配慮されている。1968年以降、マーティンはC.F.マーティン・シニア記念D-45（1996年200本）、C.F.マーティン・シニア・デラックスD-45（1996年91本）などの特別仕様を多数生産している。

#### 1968年以降の主なヴァリエーション・モデル
- D-45S（12フレットネックとスロット付きペグヘッド　'36年モデル、1969-1993と同様）
- SD12-45（12弦 1971年・1973年に2本製造）
- D-45 LE（六角形の輪郭 1987年）
- D-45 デラックス（アップグレードされたバインディング・インレイ他　1993年）
- D-45 ジーン・オートリー・モデル（12フレットネック 指板「ジーン・オートリー」インレイ　1994年）
- D-45SS（スティーブン・スティルスのシグネチャーモデル -スティルスの'39年モデルをベースにした　1999年） [6]
- D-45 セルティック・ノット
- D-45 ゴールデン・エラ
- D-45 オーセンティック

## 価値
1933年から1942年にかけて製造されたモデル（"プリ・ウォー[戦前の] マーティン"とも呼ばれる）は、これまでに製造された最も高価なギターの一つ。2005年の出版物には135,000ドルの出品が記されており、2011年のVintage Guitarの価値あるギターランキングでは、プリ・ウォー D-45が25〜40万ドルで1位に選ばれている。ジョージ・グルーンは、プリ・ウォー D-45は "デザインに大きな差が無いにもかかわらず、最新モデルの20倍以上の値がつく "と言及している。

## 使用したアーティスト例
- デヴィッド・クロスビー - 3台のD-45を所有。少なくともそのうち2つは60年代後半のモデル。
- マーティ・スチュアート - ハンク・ウィリアムズ・ジュニアが以前使用していたD-45所有。
- ジミ・ヘンドリックス - '68年製D-45所有[11]。
- スティーブン・スティルス - '39年製D-45所有[6]。
- トラヴィス・トリット - カスタムD-45所有[12]。
- ニール・ヤング - D-45（'68年製）所有。彼のメイン・アコースティック・ギターであり、「オールド・マン」などで使用されている[13][14]。
- ガボール・ザボ - メイン・ギターとしてD-45を演奏している[15]。
- ジェームス・テイラー - カスタムD-45所有[16]。
- ジョン・メイヤー - D-45を所有。マーティンはD-45ジョン・メイヤー・モデルを販売した。
- ロジャー・ウォーターズ - D-45スタンダード所有。

## 関連ページ
- オリジナル（戦前）のマーティンD-45のリスト